# Agylla zopiza
Agylla zopiza là một loài bướm đêm thuộc phân họ Arctiinae, họ Erebidae.